# یوداهنتنا
یوداهنتنا (به لاتین: Udahentenna) یک منطقهٔ مسکونی در سری‌لانکا است که در استان مرکزی (سری‌لانکا) واقع شده‌است.